# Здание кинотеатра «Октябрь» (Астана)
Здание кинотеатра «Октябрь» — памятник архитектуры начала XX века в Астане. Входит в список памятников истории и культуры местного значения.

## История
Здание было построено в начале XX века, с момента постройки и до конца 1990-х годов использовалось как культурно-досуговый центр. В 2000 году была произведена реконструкция здания кинотеатра, в нём стал располагаться ресторан и отель. Перед зданием гостиницы установили памятник казахскому акыну Жаяу Мусе Байжанову. В результате реконструкции был изменён первоначальный вид фасадов и интерьеров, появились современный козырек и каменные львы у главного входа. В бывшем зрительном зале вместо двух уровней пола сделано три, где расположились кабинки в виде театральных лож на 6—8 человек с видом на эстраду.